# Kalanpā
Kalanpā (persiska: كلانپا, کلمپا, Kalānpā, Kalampā, كلنپا, فَلانپا) är en ort i Iran.   Den ligger i provinsen Ardabil, i den nordvästra delen av landet, 500 km nordväst om huvudstaden Teheran. Kalanpā ligger 1 315 meter över havet och antalet invånare är 141.
Terrängen runt Kalanpā är kuperad åt nordost, men åt sydväst är den bergig. Terrängen runt Kalanpā sluttar norrut.Runt Kalanpā är det ganska tätbefolkat, med 58 invånare per kvadratkilometer. Närmaste större samhälle är Meshgīn Shahr, 18,9 km öster om Kalanpā. Trakten runt Kalanpā består i huvudsak av gräsmarker.